# Saudi Channel 2
Saudi Channel 2 est la seconde chaîne de télévision nationale saoudienne. Au contraire de Saudi Channel 1, elle émet presque exclusivement en anglais.

## Présentation
Cette chaîne généraliste diffuse principalement des émissions de débat, des programmes éducatifs, des bulletins d'information ainsi que quelques séries et dessins animés. Comme sur la première chaîne (Saudi Channel 1), une large part du temps d'antenne est consacrée aux programmes religieux : ainsi, les prières sont retransmises quotidiennement en direct depuis la mosquée de Médine.
Contrairement à la première chaîne, les émissions de cette chaîne de télévision sont presque intégralement diffusées en anglais, à l'exception d'un bulletin d'information en français. Les prières sont sous-titrées en anglais.
Diffusée sur le réseau hertzien national, la chaîne est également diffusée sur différents satellites, permettant une réception de ses programmes dans l'ensemble du monde arabe, en Europe et aux États-Unis.